# Karel X.
Karel X. (9. října 1757 Versailles – 6. listopadu 1836 Gorizia) byl francouzský král z rodu Bourbonů vládnoucí v letech 1824–1830.

## Biografie

### Původ, mládí
Karel se narodil jako pátý syn/šesté dítě z osmi potomků dauphina Ludvíka Ferdinanda, syna krále Ludvíka XV. a jeho druhé manželky Marie Josefy Saské. Mezi jeho nejvýznamnějšími sourozenci byli králové Ludvík XVI. (popravený za Velké francouzské revoluce) a Ludvík XVIII.
Karel, jenž nosil titul hraběte z Artois, byl na rozdíl od svých starších nerozhodných bratří sebevědomý, energický a aktivní, společenský, bystrý, charismatický a bouřlivého temperamentu; v mládí byl vyhlášeným sukničkářem. Jeho favoritkou byla Louise de Polastron (rozená d'Esparbès de Lussan) (1764–1804), jež byla švagrovou Yolandy de Polastron, přítelkyně královny Marie Antoinetty; Luisa byla Karlovou společnicí až do své smrti v době jeho pozdější emigrace. Karel se úzce se přátelil i se samotnou královnou, svou švagrovou, manželkou svého nejstaršího bratra Ludvíka; měli společné zájmy a záliby, hráli spolu např. amatérsky divadlo v Malém Trianonu. Podle dvorských klepů měl být i jejím milencem a dokonce otcem její nejstarší dcerky, to však není pravděpodobné; předpokládá se, že tyto klepy pustili do oběhu jeho političtí protivníci – Karel byl sveřepým odpůrcem republiky a vzrůstu moci třetího stavu, což ho činilo značně nepopulárním. Počátkem roku 1789 natolik ostře kritizoval revoluční Ústavodárné národní shromáždění, že Ludvík XVI. nazval mladšího bratra ironicky „větším royalistou, než sám král (plus royaliste que le roi)“; tato slova se stala známým rčením.

### Manželství a potomci
V šestnácti letech 16. listopadu roku 1773 se oženil s o rok starší Marií Terezou Savojskou (1756–1805), princeznou sardinskou a piemontskou, třetí dcerou/pátým dítětem krále Viktora Amadea III. a Marie Antoinetty Bourbonské, španělské infantky (dcery španělského krále Filipa V. a Alžběty Farnese). Karlův starší bratr Ludvík Stanislav Xavier (pozdější král Ludvík XVIII.), se dva a půl roku předtím oženil se starší sestrou Marie Terezie, Marií Josefínou.
Z manželství Karla a Marie Terezie se narodily čtyři děti – dva synové a dvě dcery, poslední přímí potomci francouzských Bourbonů. Obě dcery zemřely již v dětství, Žofie jako třiapůlletá, Marie Tereza v šesti měsících věku:
- Ludvík Antonín, vévoda z Angoulême (6. srpna 1775 – 3. června 1844) ⚭ 1799 Marie Terezie Bourbonská (19. prosince 1778 – 19. října 1851), dcera Marie Antoinetty a Ludvíka XVI.
- Žofie z Artois (5. srpna 1776 – 5. prosince 1783)
- Karel Ferdinand Bourbonský, vévoda z Berry (24. ledna 1778 – 14. února 1820), zavražděn protimonarchistickým atentátníkem, ⚭ 1816 Marie Karolína Neapolsko-Sicilská (5. listopadu 1798 – 17. dubna 1870)
- Marie Tereza z Artois (6. ledna 1783 – 22. června 1783)

Manželé k sobě nechovali valné náklonnosti. Po narození poslední dcery se Karel se svou ženou, jež patřila k nejneoblíbenějším osobám francouzského dvora, rozešel.

### Velká francouzská revoluce a emigrace
Za Velké francouzské revoluce, po pádu Bastily (14. července roku 1789) mu jeho bratr Ludvík XVI. přikázal opustit Francii – jednak se obával o život svého u lidu nepopulárního bratra, a protože počítal s tím, že může zahynout i on sám a jeho rodina (což se skutečně stalo), doufal v zachování dynastie, neboť Karel měl dva syny. V neposlední řadě bylo důležité, aby Karel hledal pomoc u evropských panovnických domů proti revoluční Francii. Karel odešel do Německa, kde sbíral vojsko, poté se přesunul do Anglie, kde ho hostil britský král Jiří III. Od počátku francouzské revoluce patřil k hlavním představitelům emigrace, jež usilovala o návrat starých poměrů.

### Panování
Po restauraci Bourbonů v roce 1814, kdy se vlády ujal jeho starší bratr Ludvík XVIII., byl hlavou nejkrajnější pravice (tzv. ultras), komplikující život samotnému králi. Na trůn usedl po Ludvíkově smrti (16. září 1824) a korunován byl 29. května následujícího roku v Remeši. Stal se tak posledním korunovaným francouzským panovníkem.
Po nástupu na trůn vedl Karel X. konzervativní politiku opírající se hlavně o klérus a roajalisty. Za jeho vlády bylo volební právo omezeno na šlechtu a bohaté, zavedena cenzura levicového tisku, dřívější aristokratická emigrace dostala miliardy franků odškodnění na výkup znárodněných pozemků; vzrostl význam katolické církve díky činnosti jezuitů, různých bratrstev, misií a poutníků, byl zaveden trest smrti za svatokrádež, zapovězeny přednášky liberálních profesorů atd.
To vše mělo za následek rychlý nárůst republikánské opozice. Situace se vyhrotila 25. a 26. července roku 1830, kdy Karel podepsal tzv. Ordonance ze Saint-Cloud (též Červencové ordonance) – soubor panovnických nařízení, která se týkala čtyř oblastí:
- zavedení cenzury a omezení svobody tisku
- rozpuštění poslanecké sněmovny
- úpravy volebního práva
- vyhlášení nových voleb ve dnech 6. a 18. září 1830

### Červencová revoluce a Karlův pád
Jejich vyhlášení bylo bezprostřední příčinou tzv. Červencové revoluce:
když Karel zrušil nově zvolený kabinet ministrů, zakázal svobodu tisku a policie začala ničit prorepublikánské tiskárny, vybuchla v Paříži revoluce. Opakovaly se prvky první revoluce v roce 1789: barikády, útok na radnici i její dobytí, vzkříšena byla Národní garda, v jejímž čele stanul stejně jako v roce 1789 generál La Fayette. Vojsko přešlo na stranu povstalců, k lidovému hnutí se přidali buržoazní politici, vznikla nová vláda. Král Karel nakonec byl nucen opustit zemi – prchl v ženském převleku do Anglie, když předtím abdikoval ve prospěch svého vnuka Jindřicha, který však již na trůn nenastoupil.

### Druhá emigrace a smrt
Po Karlově emigraci vznikla ve Francii konstituční monarchie (nazývaná někdy jako Červencová monarchie). Byl posledním z hlavní linie Bourbonů na francouzském trůně, neboť panovníkem se po něm stal Ludvík Filip Orleánský (1830–1848) z mladší větve rodu, ne však jako král Francie, ale jako král Francouzů.
Karel po emigraci cestoval Evropou za podpory svých věrných. Po pobytu v Anglii se v zimě 1832–1833 na pozvání císaře Františka I. i s rodinou usadil na Pražském hradě, kde pak žili až do roku 1835. V září 1834 navštívil s doprovodem (jehož členem byl mimochodem také Joachim Barrande) severočeský zámek Sychrov, který patřil původem francouzskému rodu Rohanů. Krátce také pobýval na zámku v Buštěhradu, který patřil Habsburkům. Z pražského hradu nebylo do Buštěhradu daleko a zejména v létě byl pobyt na venkově zřejmě příjemnější, než v Praze. V roce 1835 se exilová královská rodina přesunula z Prahy do Teplic a nakonec do tehdy rakouské Gorice (Görz), kde se Karel X. nakazil cholerou a 6. listopadu 1836 zemřel. Pochován byl ve františkánském klášteře v Nové Gorici v dnešním Slovinsku.
Vícekrát bylo zvažováno přesunutí jeho ostatků do baziliky v Saint-Denis, místa posledního odpočinku francouzských králů, ale francouzská vláda se vždy postavila proti.

## Vývod z předků
|          |                                       |  |                     |                                        |  |  |  |  |  |  |  | Ludvík Francouzský |
|          |                                       |  |                     |                                        |  |  |  |  |  |  |  |                    |
|          | Ludvík Francouzský                    |  |                     |                                        |  |  |  |  |  |  |  |                    |
|          |                                       |  |                     |                                        |  |  |  |  |  |  |  |                    |
|          |                                       |  |                     | Marie Anna Bavorská                    |  |  |  |  |  |  |  |                    |
|          |                                       |  |                     |                                        |  |  |  |  |  |  |  |                    |
|          | Ludvík XV.                            |  |                     |                                        |  |  |  |  |  |  |  |                    |
|          |                                       |  |                     |                                        |  |  |  |  |  |  |  |                    |
|          |                                       |  |                     | Viktor Amadeus II.                     |  |  |  |  |  |  |  |                    |
|          |                                       |  |                     |                                        |  |  |  |  |  |  |  |                    |
|          | Marie Adelaide Savojská               |  |                     |                                        |  |  |  |  |  |  |  |                    |
|          |                                       |  |                     |                                        |  |  |  |  |  |  |  |                    |
|          |                                       |  |                     | Anna Marie Orleánská                   |  |  |  |  |  |  |  |                    |
|          |                                       |  |                     |                                        |  |  |  |  |  |  |  |                    |
|          | Ludvík Ferdinand Bourbonský           |  |                     |                                        |  |  |  |  |  |  |  |                    |
|          |                                       |  |                     |                                        |  |  |  |  |  |  |  |                    |
|          |                                       |  |                     | Rafael Leszczyński                     |  |  |  |  |  |  |  |                    |
|          |                                       |  |                     |                                        |  |  |  |  |  |  |  |                    |
|          | Stanislav I. Leszczyński              |  |                     |                                        |  |  |  |  |  |  |  |                    |
|          |                                       |  |                     |                                        |  |  |  |  |  |  |  |                    |
|          |                                       |  |                     | Anna Leszczyńska                       |  |  |  |  |  |  |  |                    |
|          |                                       |  |                     |                                        |  |  |  |  |  |  |  |                    |
|          | Marie Leszczyńská                     |  |                     |                                        |  |  |  |  |  |  |  |                    |
|          |                                       |  |                     |                                        |  |  |  |  |  |  |  |                    |
|          |                                       |  |                     | Jan Karol Opaliński                    |  |  |  |  |  |  |  |                    |
|          |                                       |  |                     |                                        |  |  |  |  |  |  |  |                    |
|          | Kateřina Opalinská                    |  |                     |                                        |  |  |  |  |  |  |  |                    |
|          |                                       |  |                     |                                        |  |  |  |  |  |  |  |                    |
|          |                                       |  |                     | Zofia Czarnkowska                      |  |  |  |  |  |  |  |                    |
|          |                                       |  |                     |                                        |  |  |  |  |  |  |  |                    |
| Karel X. |                                       |  |                     |                                        |  |  |  |  |  |  |  |                    |
|          |                                       |  |                     |                                        |  |  |  |  |  |  |  |                    |
|          |                                       |  | Jan Jiří III. Saský |                                        |  |  |  |  |  |  |  |                    |
|          |                                       |  |                     |                                        |  |  |  |  |  |  |  |                    |
|          | August II. Silný                      |  |                     |                                        |  |  |  |  |  |  |  |                    |
|          |                                       |  |                     |                                        |  |  |  |  |  |  |  |                    |
|          |                                       |  |                     | Anna Žofie Dánská                      |  |  |  |  |  |  |  |                    |
|          |                                       |  |                     |                                        |  |  |  |  |  |  |  |                    |
|          | August III. Polský                    |  |                     |                                        |  |  |  |  |  |  |  |                    |
|          |                                       |  |                     |                                        |  |  |  |  |  |  |  |                    |
|          |                                       |  |                     | Kristián Ernest z Brandenburg-Bayreuth |  |  |  |  |  |  |  |                    |
|          |                                       |  |                     |                                        |  |  |  |  |  |  |  |                    |
|          | Kristýna Eberhardýna Hohenzollernská  |  |                     |                                        |  |  |  |  |  |  |  |                    |
|          |                                       |  |                     |                                        |  |  |  |  |  |  |  |                    |
|          |                                       |  |                     | Sofie Louisa Württemberská             |  |  |  |  |  |  |  |                    |
|          |                                       |  |                     |                                        |  |  |  |  |  |  |  |                    |
|          | Marie Josefa Saská                    |  |                     |                                        |  |  |  |  |  |  |  |                    |
|          |                                       |  |                     |                                        |  |  |  |  |  |  |  |                    |
|          |                                       |  |                     | Leopold I.                             |  |  |  |  |  |  |  |                    |
|          |                                       |  |                     |                                        |  |  |  |  |  |  |  |                    |
|          | Josef I. Habsburský                   |  |                     |                                        |  |  |  |  |  |  |  |                    |
|          |                                       |  |                     |                                        |  |  |  |  |  |  |  |                    |
|          |                                       |  |                     | Eleonora Magdalena Falcko-Neuburská    |  |  |  |  |  |  |  |                    |
|          |                                       |  |                     |                                        |  |  |  |  |  |  |  |                    |
|          | Marie Josefa Habsburská               |  |                     |                                        |  |  |  |  |  |  |  |                    |
|          |                                       |  |                     |                                        |  |  |  |  |  |  |  |                    |
|          |                                       |  |                     | Jan Fridrich Brunšvicko-Lüneburský     |  |  |  |  |  |  |  |                    |
|          |                                       |  |                     |                                        |  |  |  |  |  |  |  |                    |
|          | Amálie Vilemína Brunšvicko-Lüneburská |  |                     |                                        |  |  |  |  |  |  |  |                    |
|          |                                       |  |                     |                                        |  |  |  |  |  |  |  |                    |
|          |                                       |  |                     | Benedikta Jindřiška Falcko-Simmernská  |  |  |  |  |  |  |  |                    |
|          |                                       |  |                     |                                        |  |  |  |  |  |  |  |                    |